# Свято-Миколаївська церква (Дубровиця)
Свято-Миколаївська церква — православна дерев'яна церква в місті Дубровиця Рівненської області, Україна. Зведена 1872 року. Пам'ятка архітектури місцевого значення. Належить до Дубровицького благочиння Сарненської єпархії Української православної церкви (Московського патріархату) (Російська православна церква).

## Історія
Метричні книги зберігалися з 1790 року. Принаймні до 1834 року церква Святого Миколая належала до Домбровицького деканату греко-католицької церкви. Опісля діяла як православна. Станом на 1859 рік православна парафія Святителя Миколая налічувала 1827 вірян. Тоді до неї були приписані: містечко Домбровиця з парафіяльною Миколаївською церквою (851 вірянин), села Берестя з цвинтарною каплицею (484 віряни) та Орв'яниця (492 віряни).
Сучасна церква збудована 1872 року на кошти парафіян. У 1876 році засноване церковно-парафіяльне братство. 1877 року при церкві відкрите однокласне народне училище.
Станом на 1889 рік парафії належало: садиба — 3 десятини, орної землі — 39 десятин 1839 сажнів, сінокоси — 13 десятин 1825 сажнів, чагарники і пасовища — 14 десятин, дороги — 2040 сажнів землі. У парафії було 2606 парафіян. В училищі навчалося 40 учнів.
Парафія станом на 1892 рік налічувала 2506 вірян (1250 чоловіків та 1256 жінок), володіла 71 десятиною та 864 сажнями землі, мала в підпорядкуванні однокласне народне училище, були приписані село Орв'яниця та цвинтарна церква в селі Берестя.
Офіційно сучасну релігійну громаду Свято-Миколаївської парафії Сарненської єпархії зареєстровано 25 вересня 2008 року. Станом на 2011 рік орієнтовна кількість парафіян становила 400 осіб.

## Архітектура
Дерев'яна церква на кам'яному фундаменті, крита жерстю. Біля церкви стоїть дерев'яна дзвіниця.